# Сплит Оупън
„Сплит Оупън“ е международен открит турнир по шахмат, провеждан ежегодно от 2011 година в град Сплит, Хърватия.
Организира се от местния шахматен клуб „Brda“ със съдействието на градската управа. Турнирът се провежда през август всяка година в 9 кръга по правилата на швейцарската система. Контролата на времето е 90 минути за игра на всеки състезател до края на партията, като за всеки изигран ход се добавят по 30 секунди.

## История

### 2011
Първото издание на турнира се провежда през 2011 година. В него участие взимат близо 120 шахматисти, като повечето са от Хърватия. Международното участие включва състезатели от Босна и Херцеговина, Испания, Италия, Франция, Румъния и други държави. Сред участниците в турнира са гросмайсторите Анте Шарич, Огнен Йованич, Даворин Куляшевич, Ибро Шарич, Огнен Цвитан, Синиша Дражич и Марин Босиочич. Едноличен победител в турнира става хърватинът Марин Босиочич с резултат 8 точки от 9 възможни.

### 2012
Второто издание се провежда през 2012 година. Участват повече от 200 шахматисти. Сред участниците в турнира са гросмайсторите Боян Кураица, Анте Шарич, Анте Бъркич, Огнен Цвитан, Огнен Йованич, Емир Диздаревич и българският гросмайстор за жени Адриана Николова. След изиграването на последния кръг Боян Кураица и Анте Шарич делят първа позиция с резултат 7,5 точки от 9 възможни, но Кураица е победител след тайбрек с по-добър коефициент „Бухолц“.

### 2013
В турнира участват 173 шахматисти. Сред тях са гросмайсторите Даворин Куляшевич, Анте Бъркич, Анте Шарич, Марин Босиочич, Вячеслав Захарцов, Владимир Добров, Саша Мартинович, Огнен Йованич, Боян Кураица, Синиша Дражич и гросмайсторите за жени Карина Шчепковска-Хоровска и Ива Виденова. Едноличен победител в турнира става хърватинът Даворин Куляшевич с резултат 8 точки от 9 възможни.

## Победители
| № | Година | Победител         |
| - | ------ | ----------------- |
| 1 | 2011   | Марин Босиочич    |
| 2 | 2012   | Боян Кураица      |
| 3 | 2013   | Даворин Куляшевич |